# لوكاس سيلفا (لاعب كرة قدم مواليد 2001)
لوكاس دا روشا سيلفا (مواليد 11 نوفمبر 2001, لاعب كرة قدم برازيلي يجيد اللعب في خط الهجوم مع نادي الذيد.

## مسيرةا للاعب
لعب في الإمارات في نادي الفجيرة ونادي جلف ونادي الذيد.